# Ronald Bussink
Ronald Bussink Rides Professional est un leader dans la conception des grandes roues géantes et de structures similaires. Auparavant connu sous le nom de Nauta Bussink, la société a été renommée quand le siège social a déménagé des Pays-Bas vers la Suisse.
Basé dans le canton d'Appenzell Rhodes-Intérieures en Suisse, Ronald Bussink est entré sur le marché de industrie du divertissement en 1985 et a fabriqué plus de soixante grandes roues, dont la roue de Paris.

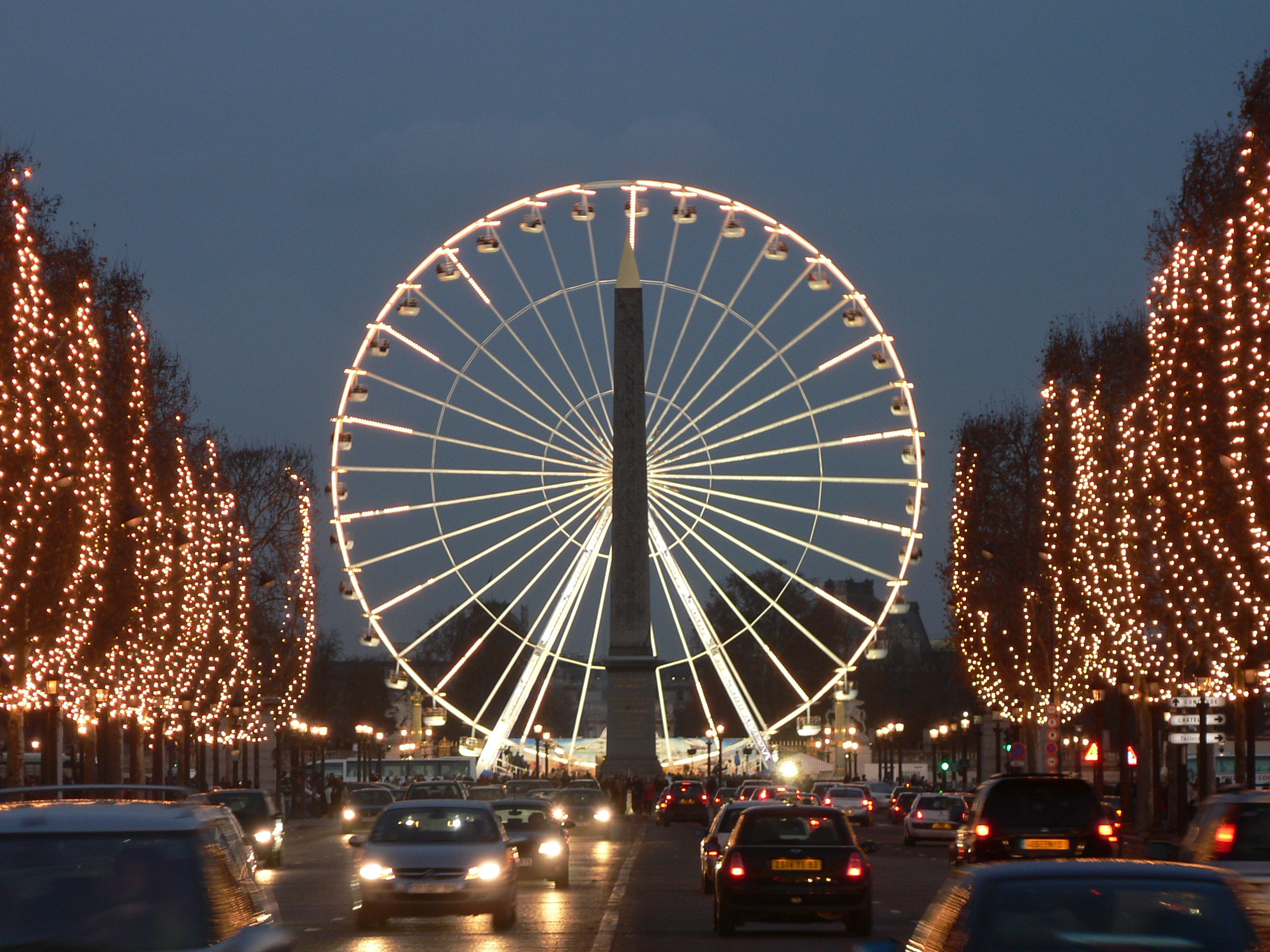
La roue de Paris vue de nuit.

## Manèges et montagnes russes
| Nom                     | Type                      | Parc                              | Années      | Hauteur |
| ----------------------- | ------------------------- | --------------------------------- | ----------- | ------- |
| Big Wheel               | Grande roue               | Fort Fun Abenteuerland            | 1992        | 44 m    |
| Blumenrad               | Grande roue               | Prater de Vienne                  |             | 65 m    |
| Ferris Wheel            | Grande roue               | Giant Wheel Park                  | 2009        | 125 m   |
| Grande roue             | Grande roue               | Walygator Parc                    | 2008 - 2012 | 40 m    |
| Grande roue de Brighton | Grande roue               | Brighton Seafront                 | 2011        | 46 m    |
| Obliterator             | Evolution                 | Pleasure Island Family Theme Park | 2008        |         |
| Riesenrad               | Grande roue               | CentrO.Park                       | 2001 - 2010 | 44 m    |
| Riesenrad               | Grande roue               | Serengeti-Park                    |             | 33 m    |
| Sea World Eye           | Grande roue               | Sea World                         | 2006 - 2008 | 60 m    |
| Star Dancer             | Breakdance                | Drievliet                         |             |         |
| Top of the World        | Tour d'observation        | Freizeit-Land Geiselwind          | 1999        | 95 m    |
| Tower of Terror         | Montagnes russes en métal | Gold Reef City                    | 2001        | 34 m    |
| Xcalibur                | Evolution                 | Six Flags St. Louis               | 2003        |         |

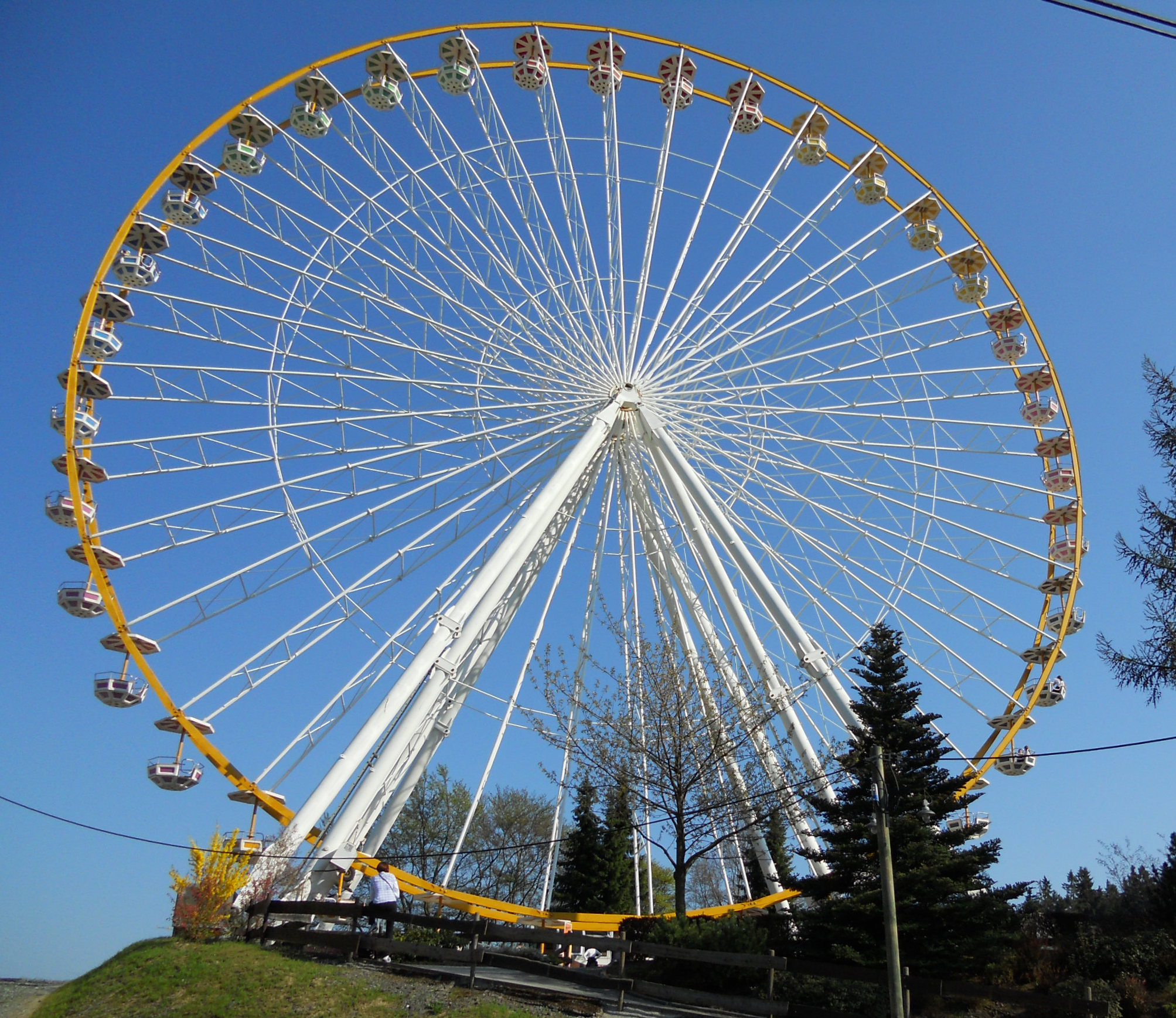
Big Wheel à Fort Fun Abenteuerland.
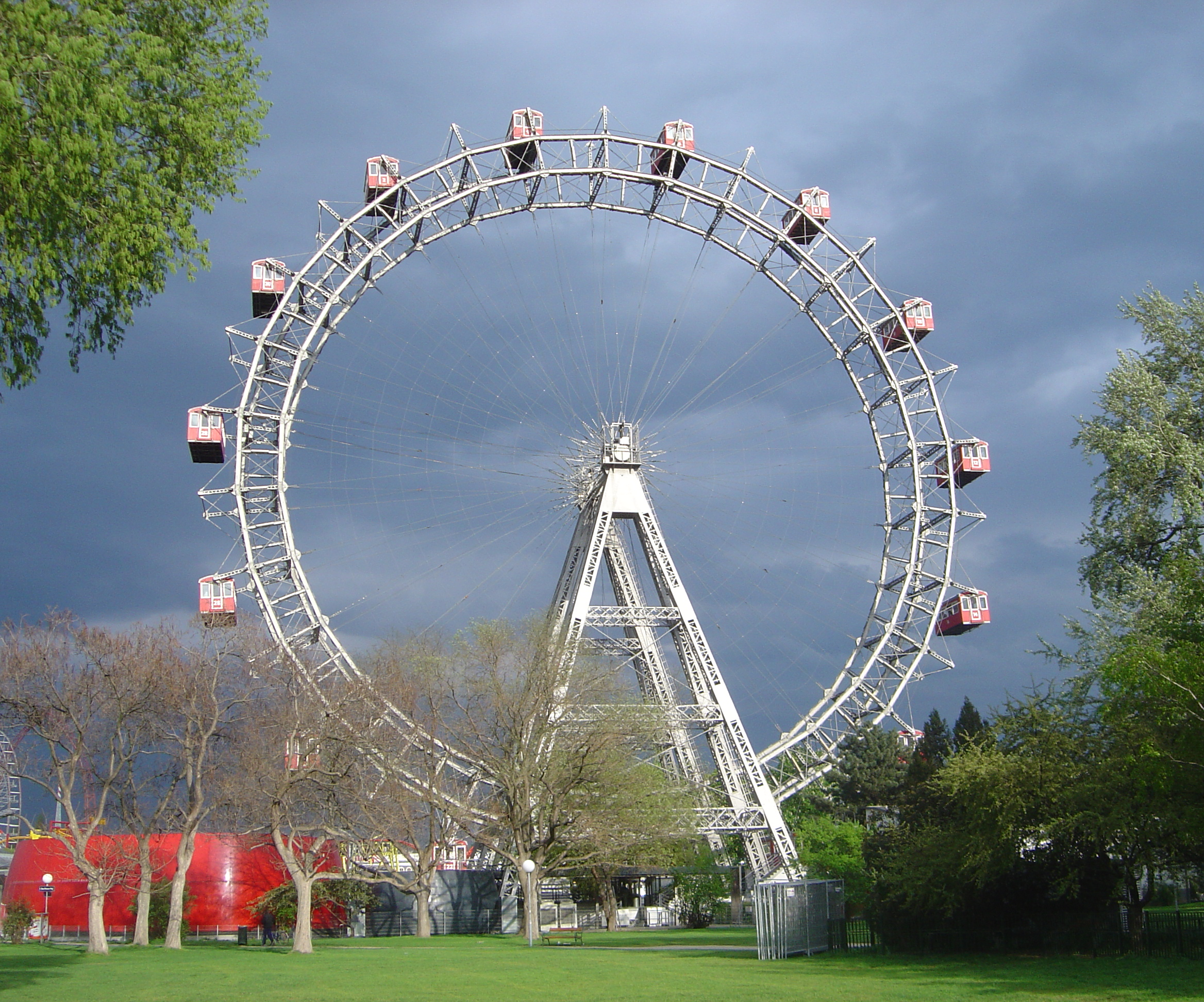
Blumenrad au Prater de Vienne.
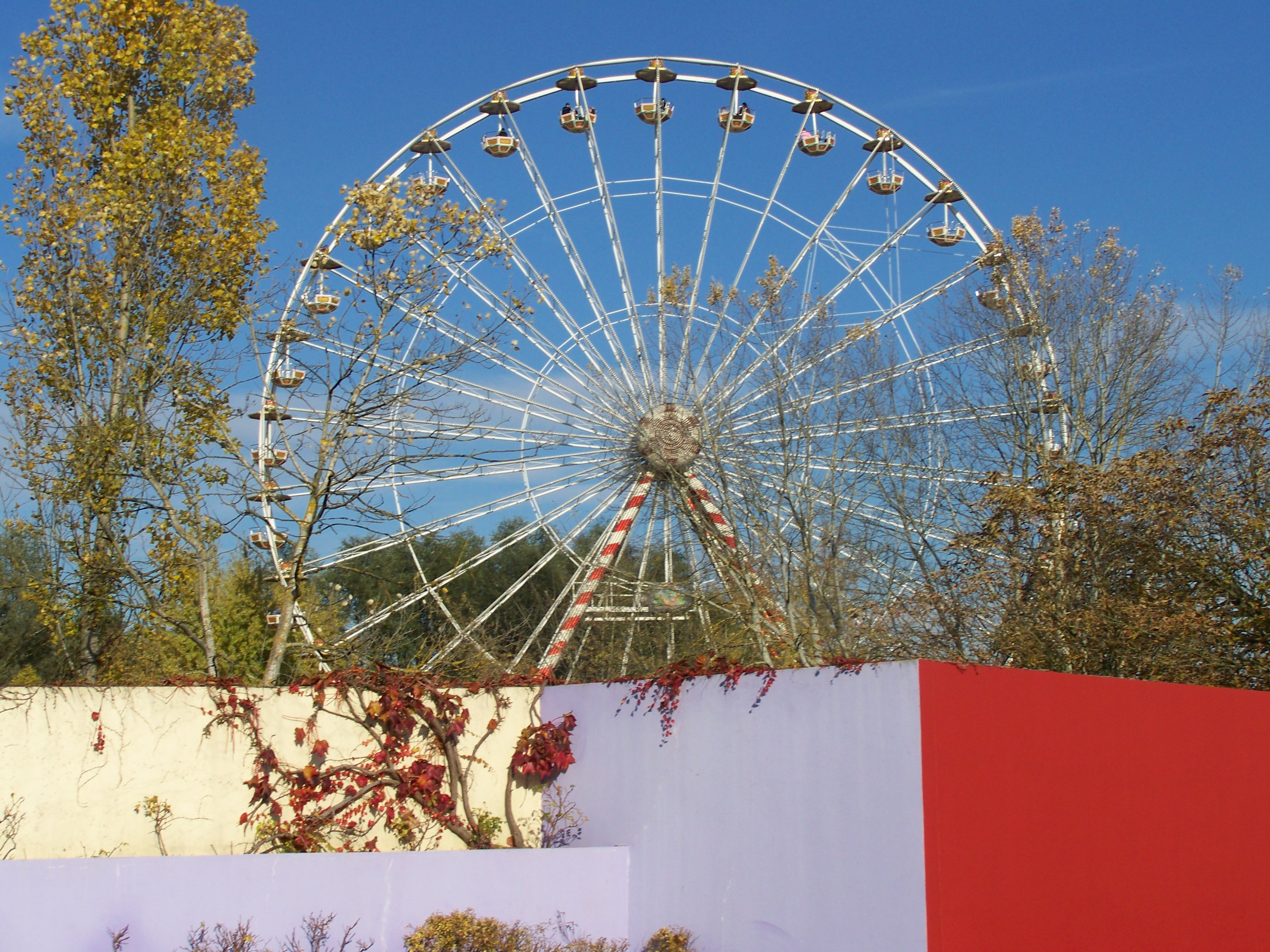
Grande roue à Walygator Parc.
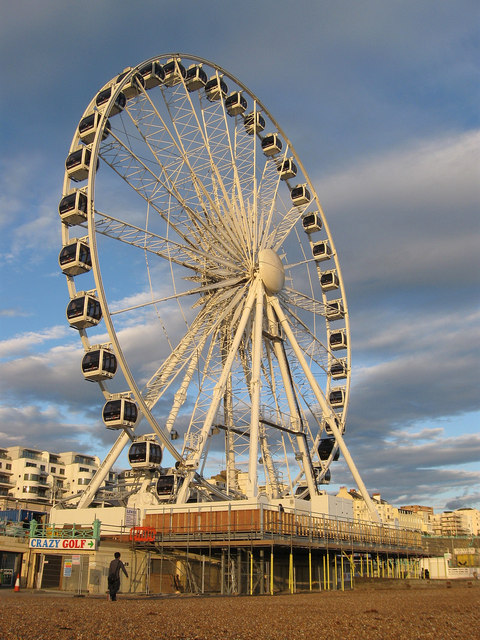
Grande roue de Brighton.
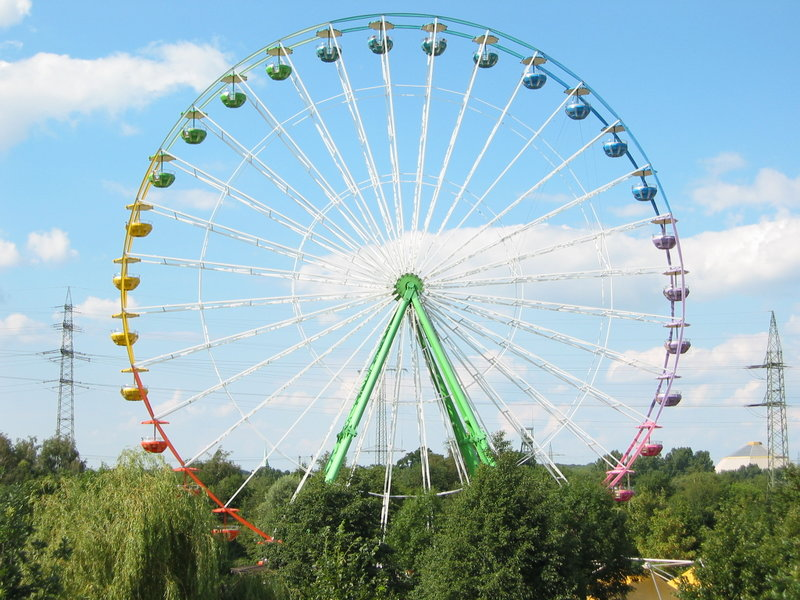
Riesenrad à CentrO.Park.
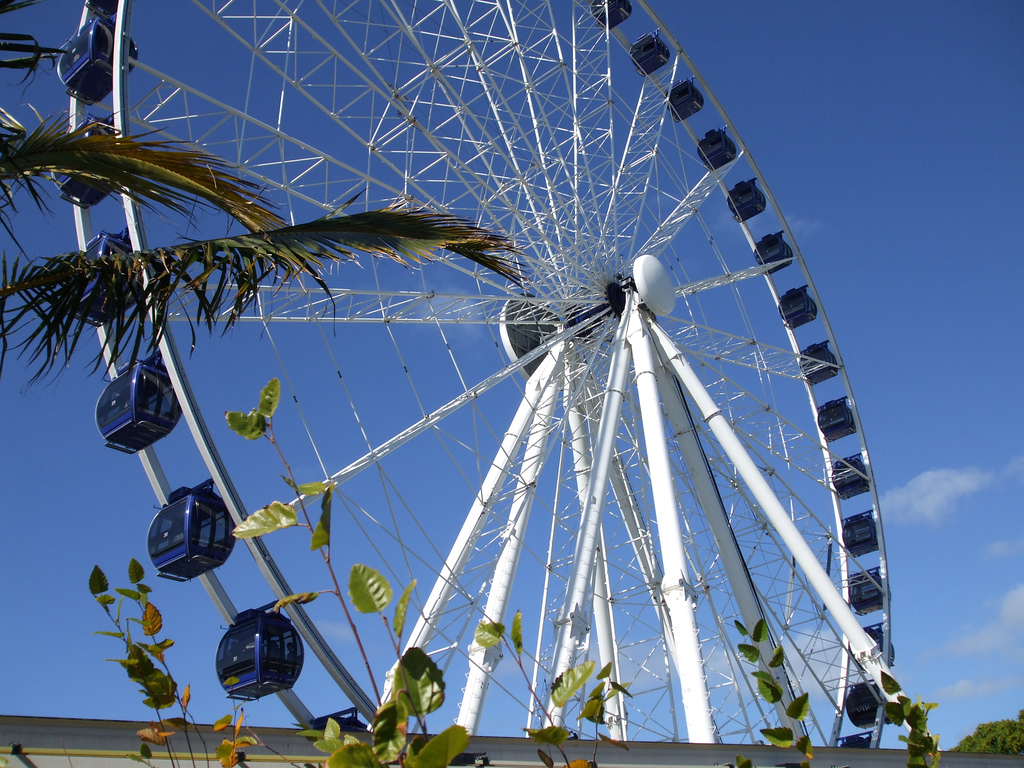
Sea World Eye à Sea World.
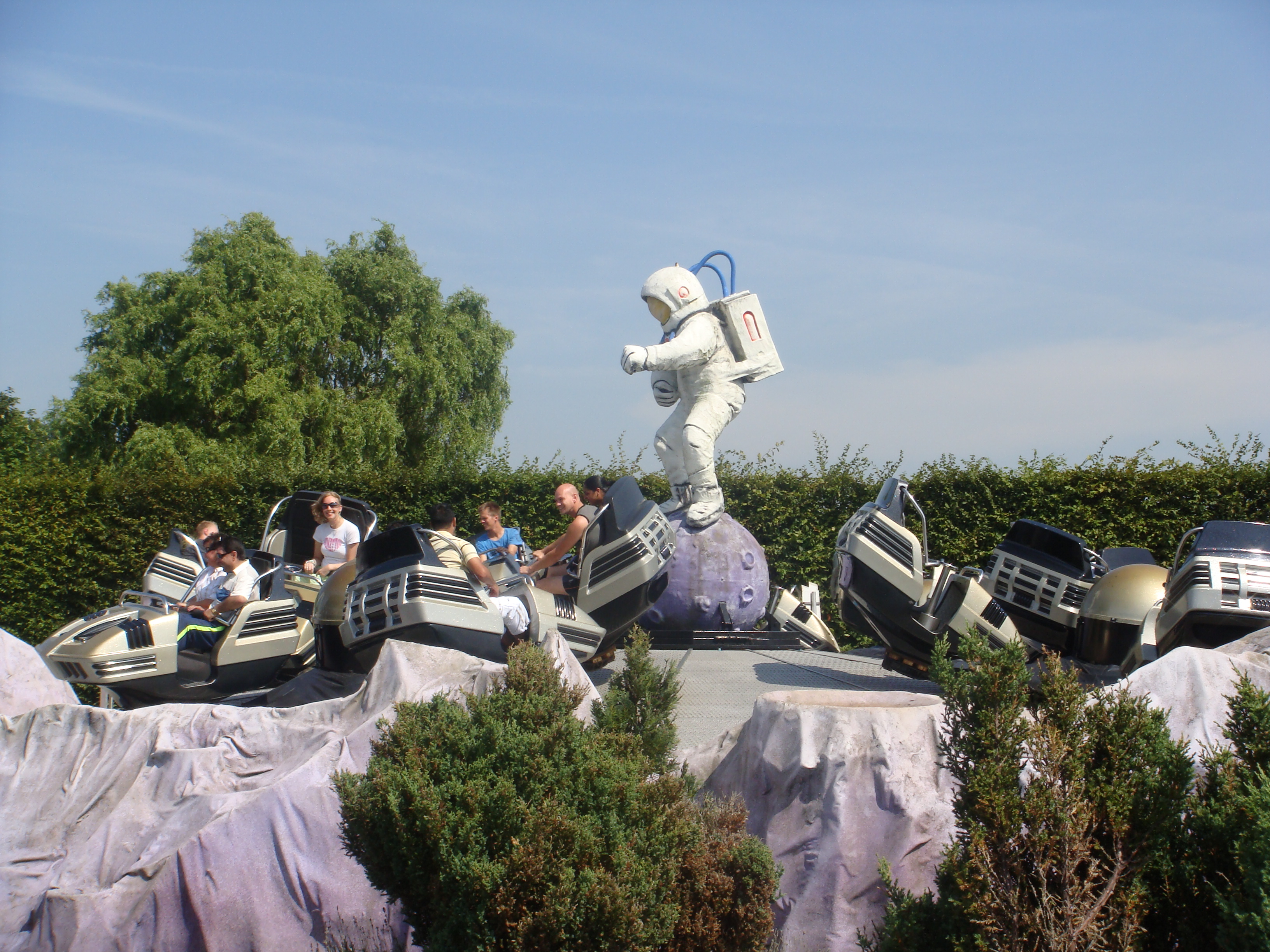
Star Dancer à Drievliet.